# Michael Herman
Michael Robert Herman (Nova Iorque, 6 de novembro de 1942 – Paris, 2 de novembro de 2000) foi um matemático franco-estadunidense, especialista sobre a teoria de sistemas dinâmicos.
Nascido em Nova Iorque, foi educado na França. Estudou na École Polytechnique antes de ser um dos primeiros membros do Centre de Mathématiques lá criado por Laurent Schwartz. Em 1976 obteve um doutorado na Universidade Paris-Sul, orientado por Harold Rosenberg.
Dentre seus alunos consta Jean-Christophe Yoccoz, medalhista Fields de 1994.
Foi palestrante convidado do Congresso Internacional de Matemáticos em Helsinque (1978: Resultats recents sur la conjugaison differentiable) e em Berlim (1998: Some open problems in dynamical systems). Recebeu o Prêmio Salem de 1976.